# مور (أوكلاهوما)
مور (بالإنجليزية: Moore, Oklahoma)‏ هي مدينة تقع بولاية أوكلاهوما في الولايات المتحدة. تبلغ مساحة هذه المدينة 56.7 (كم²)، وترتفع عن سطح البحر 382 م، بلغ عدد سكانها 55081 نسمة في عام 2010 حسب إحصاء مكتب تعداد الولايات المتحدة.

## التركيبة السكانية
حدّد مكتب تعداد الولايات المتحدة بيانات التركيبة السكانية لمور في تعداد الولايات المتحدة. في ما يلي، التركيبة السكانية حسب تعدادي 2000 و2010.

### تعداد عام 2000
بلغ عدد سكان مور 41,138 نسمة بحسب تعداد عام 2000، وبلغ عدد الأسر 14,848 أسرة وعدد العائلات 11,565 عائلة مقيمة في المدينة. في حين سجلت الكثافة السكانية 716.7 نسمة لكل كيلومتر مربع (1,856.2/ميل2). وبلغ عدد الوحدات السكنية 15,801 وحدة بمتوسط كثافة قدره 275.3 لكل كيلومتر مربع (713.0/ميل2).
وتوزع التركيب العرقي للمدينة بنسبة 84.63% من البيض و2.92% من الأمريكيين الأفارقة و4.14% من الأمريكيين الأصليين و1.62% من الأمريكيين ذوي الأصول الآسيوية و0.05% من سكان جزر المحيط الهادئ و1.75% من الأعراق الأخرى و4.89% من عرقين مختلطين أو أكثر و5.10% من الهسبانيون أو اللاتينيون من أي عرق.
بلغ عدد الأسر 14,848 أسرة كانت نسبة 45.5% منها لديها أطفال تحت سن الثامنة عشر تعيش معهم، وبلغت نسبة الأزواج القاطنين مع بعضهم البعض 60.4% من أصل المجموع الكلي للأسر، ونسبة 13.3% من الأسر كان لديها معيلات من الإناث دون وجود شريك،  بينما كانت نسبة 4.2% من الأسر لديها معيلون من الذكور دون وجود شريكة وكانت نسبة 22.1% من غير العائلات. تألفت نسبة 18.2% من أصل جميع الأسر من عدة أفراد يعيشون في نفس المنزل ونسبة 5.1% كانت تتألف من شخص يعيش بمفرده يبلغ من العمر 65 عاماً أو أكثر. وبلغ متوسط حجم الأسرة المعيشية 2.75، أما متوسط حجم العائلات فبلغ 3.13.
بلغ العمر الوسطي للسكان 32.0 عاماً. وكانت نسبة 29.4% من القاطنين تحت سن الثامنة عشر، وكانت نسبة 9.1% بين الثامنة عشر والرابعة والعشرين عاماً، ونسبة 32.5% كانت واقعةً في الفئة العمرية ما بين الخامسة والعشرين والرابعة والأربعين عاماً، ونسبة 21.3% كانت ما بين الخامسة والأربعين والرابعة والستين، ونسبة 7% كانت ضمن فئة الخامسة والستين عاماً فما فوق. يوجد لكل 100 أنثى 93.9 ذكر، ويوجد لكل 100 أنثى في الثامنة عشر من عمرها فما فوق 90.9 ذكر.
بلغ متوسط دخل الأسرة في المدينة 43,409 دولارًا، أما متوسط دخل العائلة فبلغ 47,773 دولارًا. وكان متوسط دخل الذكور 33,394 دولارًا مقابل 24,753 دولارًا للإناث. وسجل دخل الفرد الخاص بالمدينة 17,689 دولارًا. وكانت نسبة 6.3% من العائلات ونسبة 7.6% من السكان تحت خط الفقر، وكان من هؤلاء نسبة 11.8% تحت سن الثامنة عشر ونسبة 4.4% في الخامسة والستين من العمر وما فوق.

### تعداد عام 2010
بلغ عدد سكان مور 55,081 نسمة بحسب تعداد عام 2010، وبلغ عدد الأسر 20,446 أسرة وعدد العائلات 14,984 عائلة مقيمة في المدينة. في حين سجلت الكثافة السكانية 959.6 نسمة لكل كيلومتر مربع (2,485.4/ميل2). وبلغ عدد الوحدات السكنية 21,444 وحدة بمتوسط كثافة قدره 373.6 لكل كيلومتر مربع (967.6/ميل2).
وتوزع التركيب العرقي للمدينة بنسبة 78.90% من البيض و4.56% من الأمريكيين الأفارقة و4.47% من الأمريكيين الأصليين و2.28% من الأمريكيين ذوي الأصول الآسيوية و0.07% من سكان جزر المحيط الهادئ و3% من الأعراق الأخرى و6.71% من عرقين مختلطين أو أكثر و8.90% من الهسبانيون أو اللاتينيون من أي عرق.
بلغ عدد الأسر 20,446 أسرة كانت نسبة 41.2% منها لديها أطفال تحت سن الثامنة عشر تعيش معهم، وبلغت نسبة الأزواج القاطنين مع بعضهم البعض 53.5% من أصل المجموع الكلي للأسر، ونسبة 14.1% من الأسر كان لديها معيلات من الإناث دون وجود شريك،  بينما كانت نسبة 5.7% من الأسر لديها معيلون من الذكور دون وجود شريكة وكانت نسبة 26.7% من غير العائلات. تألفت نسبة 21.1% من أصل جميع الأسر من عدة أفراد يعيشون في نفس المنزل ونسبة 5.8% كانت تتألف من شخص يعيش بمفرده يبلغ من العمر 65 عاماً أو أكثر. وبلغ متوسط حجم الأسرة المعيشية 2.68، أما متوسط حجم العائلات فبلغ 3.11.
بلغ العمر الوسطي للسكان 31.5 عاماً. وكانت نسبة 27.9% من القاطنين تحت سن الثامنة عشر، وكانت نسبة 9.2% بين الثامنة عشر والرابعة والعشرين عاماً، ونسبة 32% كانت واقعةً في الفئة العمرية ما بين الخامسة والعشرين والرابعة والأربعين عاماً، ونسبة 22.3% كانت ما بين الخامسة والأربعين والرابعة والستين، ونسبة 8.6% كانت ضمن فئة الخامسة والستين عاماً فما فوق. وتوزع التركيب الجنسي للسكان بنسبة 48.8% ذكور و51.2% إناث.

## أعلام
- كيلي كوفي
- راندي وين
- إسحاق ويتني
- داني كوكسي

## وصلات خارجية
- City Website
- The US50 - Cities and Towns in Oklahoma State